# Peprossiite-(Ce)
La peprossiite-(Ce) è un minerale scoperto per la prima volta al mondo nel 1986 a Monte Cavalluccio, sul bordo interno della caldera di Sacrofano.